# Języki bantu H
Języki bantu H – grupa języków bantu wydzielonych ze względów bardziej geograficznych niż genetycznych przez Malcolma Guthriego, używanych w Angoli, Kongo i Demokratycznej Republice Konga.

## Klasyfikacja
Poniżej przedstawiono klasyfikację języków bantu H według Guthriego zaktualizowaną przez J.F. Maho. Klasyfikacja Ethnologue bazuje na klasyfikacji Guthriego, jednak odbiega od niej znacznie, m.in. stosuje inny kod – trzyliterowy oparty na ISO 639 i inaczej grupuje języki.

### H10Języki kikongo
H11 beembe, włączając keenge
H111 hangala – ghaangala
H112 kamba-doondo
H112A kamba
H112B doondo
H12 vili – civili
H13 kunyi
H131 suundi – kisuundi, włączając sundi-kifouma i suundi-kimongo
H14 ndingi – ndinzi
H15 mboka
H16 kikongo – kongo
H16a południowy kongo – włączając kisikongo, mboma, songo i solongo
H16b środkowy kongo – włączając suundi, mazinga i manyanga
H16c yombe
H16d zachodni kongo – włączając woyo, fiote, kakongo i kako
H16e bwende – włączając sonde
H16f laadi
H16g wschodni kongo – włączając santu i ntandu
H16h południowo-wschodni Kongo – włączając nkanu, zoombo i pende
H10 – nowe języki:
H10A kituba – Kikongo ya Leta
H10B munukutuba – monokutuba
H10C Habla Congo (używany na Kubie) – Habla Bantu

### H20Języki kimbundu
H21 język mbundu
H21a kimbundu – ngola
H21b mbamba – njinga
H22 sama
H23 bolo – haka
H24 songo – nsongo

### H30Języki yaka
H31 yaka – kiyaka, włączając ngoongo, pelende i lonzo
H32 suku
H321 so(o)nde – kisonde
H33 zob. L12b
H34 mbangala
H35 shinji – yungo

### H40Języki mbala-hunganna
H41 mbala
H42 hunganna – huana